# Lupus pernio

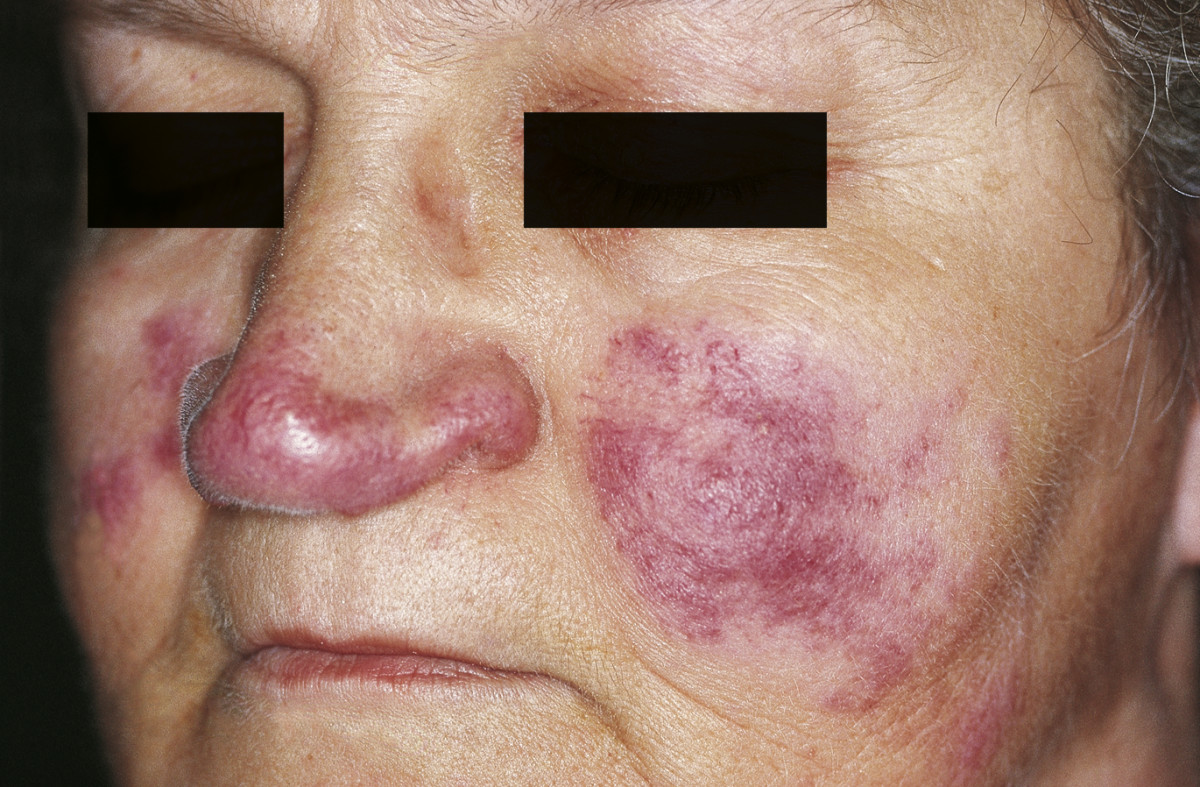
Patientin mit Lupus pernio.

Der Lupus pernio (von lateinisch lupus = Wolf und pernio = Frostbeule), auch als Lupus pernio Besnier bezeichnet, ist eine relativ häufige Erscheinungsform der großknotigen Form der Sarkoidose. Es beschreibt eine flächenhafte, bläulich oder blassblau erscheinende Flüssigkeitsansammlung im Gewebe (Infiltration) von Nase, Wangen, Ohrläppchen. Innere Organe können ebenfalls betroffen sein.

## Erscheinung
Im Jahr 1889 beschrieb Ernest Besnier die Sarkoidose als Lupus pernio. Bei Untersuchung des Gewebes (Histologie) findet man eine knötchenförmige Ansammlung von Epitheloidzellen (Granulom). Bläuliche, bis erbsengroße, meist die Unterhaut betreffende Veränderungen, bei Druck mit einem Glasspatel sieht man die staubförmigen grauen Infiltratknötchen. Es finden sich apfelgeleeartige Verfärbungen der Haut auf Druck.
Bei der kleinknotigen Sarkoidose finden sich papulöse und bis erbsgroße oder auch kleinknotige Hautveränderungen im Gesicht, an den Gliedmaßen, Rumpf und Schleimhaut.
Diagnostik: Die Serum-ACE-Konzentration ist bei der Sarkoidose erhöht und sollte zur Verlaufskontrolle bestimmt werden.
Behandlung: hohe Spontanrückbildung ohne medizinische Behandlung. Die Behandlung erfolgt unter anderem mit Kortikosteroiden, Chloroquin und PUVA.